# Tillandsia plagiotropica
Tillandsia plagiotropica es una especie de planta epífita dentro del género  Tillandsia, perteneciente a la  familia de las bromeliáceas.  Es originaria de El Salvador donde se encuentra en Ahuachapán.

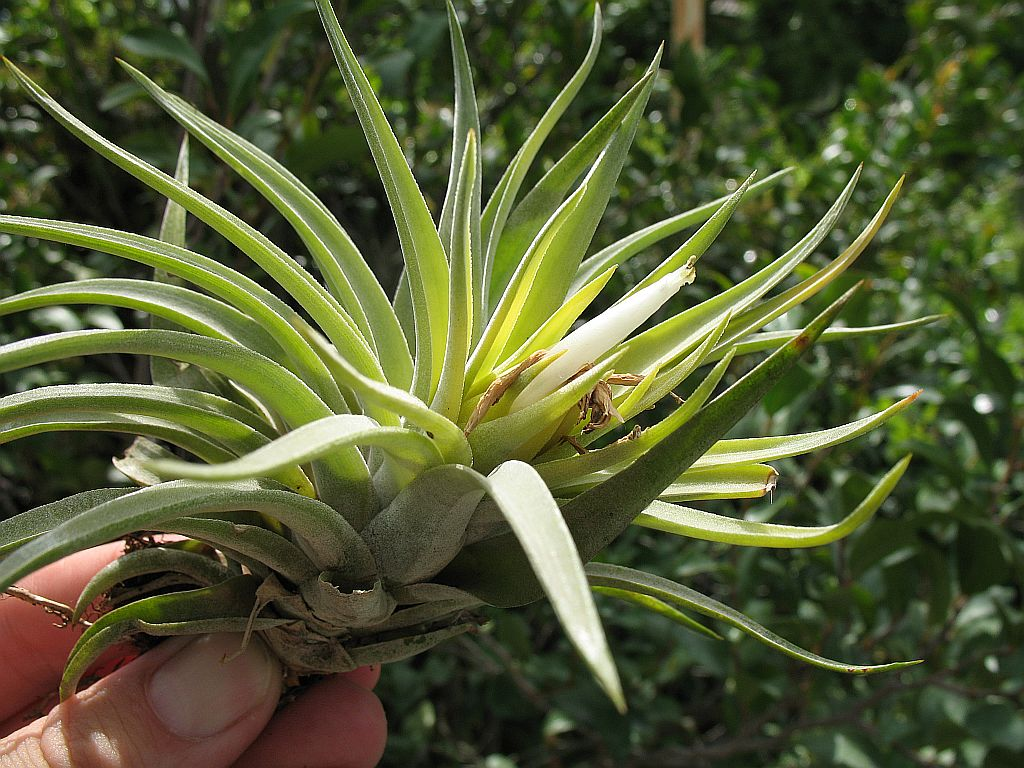
Vista de la planta

## Descripción
Son plantas epífitas que alcanza un tamaño de 8-10 cm en flor, acaules a brevicaules. Hojas de 8-15 cm; vainas de 1.5 cm de ancho, pardo pálido, densamente patente lepidotas; láminas de 1 cm de ancho, densamente patente tomentoso lepidotas, angostamente triangulares, atenuadas. Escapo de 2.5-3 cm; brácteas foliáceas, imbricadas. Inflorescencia compuesta, subcapitada a densamente 1-pinnada, erecta; brácteas primarias más largas que las espigas, subfoliáceas; espigas  de 2.5 cm, con 2 flores. Brácteas florales de 2.5 cm, más largas que los sépalos, carinadas, nervadas, (glabras?), subcoriáceas a cartáceas. Flores sésiles; sépalos 1.5-2.2 cm, subcoriáceos, esparcidamente lepidotos con escamas pardas centralmente, los 2 posteriores carinados y connatos por la mitad de su longitud, libres del sépalo anterior ecarinado. Los frutos son cápsulas de 2.5 cm.

## Taxonomía
Tillandsia plagiotropica fue descrita por Otto Rohweder y publicado en Senckenbergiana 34: 112, t. 1, f. 1. 1953.
Etimología
Tillandsia: nombre genérico que fue nombrado por Carlos Linneo en 1738 en honor al médico y botánico finlandés Dr. Elias Tillandz (originalmente Tillander) (1640-1693).
plagiotropica: epíteto